# Дані Робен
Дані Робен (фр. Dany Robin; 14 квітня 1927, Кламар, Іль-де-Франс, Франція — 25 травня 1995 року, Париж, Іль-де-Франс, Франція) — французька кіноакторка, популярна в 1950—1960 роках. Популярність їй принесли такі фільми, як «Фру-Фру», «Іменини Генрієтти», «Жульєтта».

## Життєпис
Дані Робен з дитинства готувала себе в танцівниці балету, отримала класичну балетну освіту. Першим своїм призом була нагороджена у 1943 році (у віці 16-ти років), саме за танець, в Національній консерваторії музики і танцю в Парижі, де навчалася. Тоді ж вона вступила в балетну трупу Ролана Петі.
Шлях до великої сцени був відкритий, і Дані Робен вже виступала в Паризькій опері, однак у віці 19 років вона вибирає кар'єру в кіно. Ще навчаючись в Консерваторії, вона дебютувала на екрані в епізодичній ролі у фільмі «Люнгард» («Lunegarde», 1946). У тому ж році вона знімається у легендарного Марселя Карне, в його «Брамі ночі». Саме Карне і переконав Дані Робен залишити балет заради кінематографа, помітивши її обдарованість. Однак вона звернула на себе увагу лише у фільмі Рене Клера «Мовчання — золото» (1947), граючи там в парі з французької знаменитістю, Морісом Шевальє. Після цих перших картин Дані Робен стала швидко завойовувати визнання в образах чутливих, але невинно чистих героїнь легких комедій — «Коханці в світі одні», (1948), «Неслухняна Мартіна» (1947), «Любовна історія» (1951), «Іменини Анріетти» (1952), «Акт любові» (1953), «Розбиті мрії» (1953), «Фру-Фру» (1955), які підкорили її французьку аудиторію.
Пік популярності Дані Робен припав на 1950-ті роки. Зухвала, ефектна блондинка зі стильною зачіскою, Дані Робен виглядала на екрані трохи більш витонченою подобою Бріджит Бардо, складаючи їй серйозну конкуренцію. Проте навряд чи її можна, подібно Бардо, віднести до розряду femme fatale. У своїх фільмах вона постає, швидше, тендітним, делікатним, не впевненим у собі підлітком, недарма її основне амплуа — дівчина-інженю. Але ця скромна особа не позбавлена характеру. «Вона і озорна, і чепурна одночасно — так само, як і в своїх ролях. Дуже приємна у спілкуванні і добре вихована, що трапляється вкрай рідко … до того ж, з великим почуттям гумору»… (З кіно-преси, 1953)
У фільмі «Жульєтта» Дані Робен знімалася в дуеті з Жаном Маре, і з ним — у таких успішних фільмах, як «Опівнічні коханці», (режисер Roger Richebé, 1953), «Паризькі таємниці» (реж. Андре Юнебель, 1962).
Хоча в більшості випадків вона знімалася на батьківщині, в 1960-ті роки Дані Робен брала участь і в зарубіжних зйомках, як, наприклад, у британській еротичної комедії «Вальс тореадорів» (1962) або в американській стрічці «Слідуючи за хлопцями» (1963). Її останнім фільмом був трилер Альфреда Хічкока «Топаз» (1969), також американського виробництва, після чого вона пішла з кіно.
Дані Робен знялася у загальній складності в 74 фільмах і зіграла в 35 театральних постановках. Остання її поява на сцені відбулася влітку 1994 року, у п'єсі Жана Ануйя «Бал злодіїв», на театральному фестивалі в Анжутеатральном фестивале в Анжу.
Довгий час Дані Робен була одружена з відомим актором Жоржем Маршалем, з яким вони разом прожили двадцять чотири роки, з них вісімнадцять — в спільному шлюбі. Разом вони знялися в декількох фільмах. Колишнє подружжя поховані недалеко один від одного на кладовищі Montfort l Amaury в Івелін, у селі, де вони тривалий час жили в замку XVIII століття, який не припиняли відновлювати. У них було двоє дітей.
Після розлучення з Маршалем Дані Робен вийшла заміж за Майкла Саллівена, ірландського імпресаріо раннього Джеймса Бонда: Шона Коннері і Роджера Мура. Він став також і її агентом. Померла Дані Робен 25 травня 1995 року у віці 68 років, отримавши при пожежі в своїй квартирі в Парижі, на вулиці Коммандант Шлессинг, 8, опіки несумісні з життям. Їй було 68 років.
Дані Робен згадується в кіно-довіднику «Dictionnaire du Cinéma/Les Acteurs» (vol.2), Jean Tulard'а, виданому в Парижі в 2007 році Робертом Laffont / Bouqins, сторінки 994, 995 (ISBN 978-2-221-10895-6).

## Вибрана фільмографія
- 1953 — Акт любові / (Un acte d'amour) — Ліза Гудаєк / мадам Теллер
- 1953 — Жульєтта[fr] / (Julietta) — Жульєтта Валендор
- 1953 — Опівнічні коханці / (Les amants de minuit) — Франсуаза Летанер
- 1958 — Це провина Адама / (C'est la faute d'Adam) — Елеонора де Савіньї
- 1961 — Знамениті любовні історії / (Amours célèbres) — мадам де Монако, куртизанка
- 1962 — Паризькі таємниці / (Les Mystères de Paris) — Ірен